# Francis Tyler
Francis Tyler (n. 11 decembrie 1904, Lake Placid, North Elba⁠(d), New York, SUA – d. 11 aprilie 1956, Lake Placid, North Elba⁠(d), New York, SUA) a fost un bober ce a reprezentat Statele Unite ale Americii, medaliat olimpic. A participat la 2 ediții ale Jocurilor Olimpice (1936, 1948) în care a câștigat o medalie de aur.